# Star Film

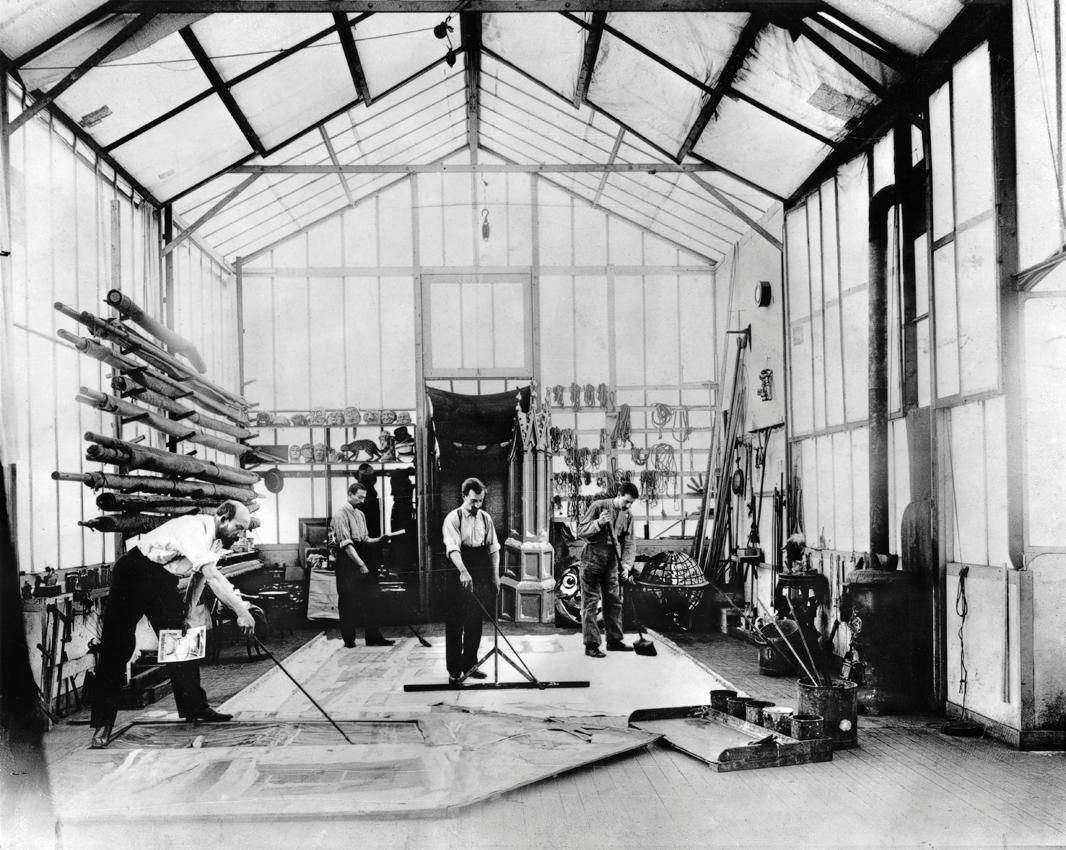
Vorne links Méliès

Die Star Film, offiziell Manufacture de films pour cinématographes war das von Georges Méliès 1897 gegründete erste Filmstudio Frankreichs und eine eingetragene Marke. Sitz des gewächshausartigen Studios war Montreuil. Gerade in den ersten Jahren des 20. Jahrhunderts war das Studio weltweit führend und produzierte an die 500 Filme. Ab 1912 verlor es durch die Einflussnahme Pathés an Selbständigkeit und die wachsende amerikanische Konkurrenz setzte der Firma ab 1914 schwer zu. 1923 wurden die Aktivitäten eingestellt.